# Karatal
Il Karatal (russo: Каратал) è il più orientale dei due grandi fiumi che sfociano nel Lago Balkhash, l'altro è il fiume Ili.
Sorge sui monti Džungarski Alatau, vicino al confine tra Kazakistan e Cina. Ha una lunghezza di circa 390 km, e un bacino idrografico di 19,100 km². Il fiume scorre inizialmente verso nord-ovest, prima di deviare verso nord quando raggiunge il deserto sabbioso Saryesik-Atyrau, situato a sud del lago Balkhash. Il fiume si getta infine nel lago prossimo al suo centro. Il Karatal è gelato nel periodo che va da dicembre a marzo.